# Port lotniczy Palmyra
Port lotniczy Palmyra (IATA: PMS, ICAO: OSPR) – port lotniczy położony w Palmyrze, w muhafazie Hims, w Syrii.

## Linie lotnicze i połączenia
Ze względu na trwającą wojnę domową w Syrii nie odbywają się obecnie żadne regularne loty z lub na lotnisko.